# Evros Vallis
Evros Vallis – benannt nach dem gleichnamigen Fluss Evros – ist ein etwa 350 km langer Canyon auf dem Mars (Planet) mit dem Zentrum bei 12,6° S und 13,9° E und somit im Gradfeld des Sinus Sabaeus, nordwestlich des Kraters Flaugergues.